# 마츠모토 사라
마츠모토 사라(일본어: 松本 沙羅 마쓰모토 사라[*])는 일본의 여성 성우이다.

## 출연작

### TV 애니메이션
- 2016년
  - 나루토 질풍전 - 아카데미의 학생
  - 나만이 없는 거리
  - 쌍성의 음양사 - 이카루가 시몬, 여자
  - 아이돌 메모리즈 - 여학생
  - 헤봇! - 이노사프로
- 2017년
  - 은의 묘지기 - 륙수은(少), 미캉
  - 보루토: 나루토 넥스트 제너레이션즈 - 스즈메노 나미다
  - 베르세르크 - 소년
  - 결벽남자! 아오야마군 - 카타히라
  - 최유기 RELOAD BLAST - 사오정(유년기)
  - 내 여자친구가 너무 성실한 처녀 빗치인 건 - 여학생
  - 날아라 호빵맨 - 네코미
- 2018년
  - 호오즈키의 냉철 - 여성
  - 꼭두각시 서커스 - 피트
- 2019년
  - 도우미 여우 센코 씨 - 나카노 쿠로토(소년 시절)
  - 음란한 아오는 공부를 할 수 없어 - 하세베 쥰
  - 이 소리에 모여! 1~2기 - 쿠루스 히로
  - 호접기: 젊은 노부나가 - 오쿠야마 모리아키
- 2020년
  - 나의 히어로 아카데미아 - 이코마 코마리
  - 공각기동대 SAC 2045 - 카나미
  - LISTENERS - 어린이
  - 반요 야샤히메 - 히구라시 토와
  - 불길한 바르하이트 -ZUERST- - 몬스터
  - 블랙 클로버 - 가르갈리아
- 2021년
  - 반요 야샤히메 2장 - 히구라시 토와
  - 쟈히님은 기죽지 않아! - 사토, 비서

### 극장판 애니메이션
- 은하영웅전설 Die Neue These - 자비네 폰 리텐하임

### 게임
- 오딘 스피어: 레이브스라시르 - 푸카행상
- 영원한 7일의 도시 - 천식(영원한 7일의 도시)
- Horizon Zero Dawn
- 리디 & 수르의 아틀리에 ~신비한 그림의 연금술사~
- 포켓몬 마스터즈 - 미정
- 역전 오세로니아 - 히구라시 토와
- 헤븐 번즈 레드 - 츠키시로 모나카

### 외화 더빙
- 구룡불패: 청룡출수의 전설 - 팡닝(등려흔)
- 굿 보이즈 - 맥스(제이콥 트렘블레이)
- 그린리프 - 다니엘 터너(칼라시아 그랜트) ※ Netflix 버전
- 기생충 - 박다혜(정지소) / 박다송(정현준) ※ 소프트 버전
- 나이브스 아웃 - 멕 트롬비(캐서린 랭퍼드)
- 남과 여: 여전히 찬란한 - 테스(테스 로베르뉴)
- 더 크라운 - 미카일
- 더 피지션 - 어린시절의 롭
- 데스 키스 - 이사벨(리아 페레스)
- 도시남녀의 사랑법 - 서린이(소주연)
- 아메리칸즈 시즌 3
- 마녀를 잡아라 - 어린시절의 할머니(미란다 사르포 페프라)
- 마의 - 박은비(허이슬)
- 발레리안: 천 개 행성의 도시 - 사령실 하사
- 버틀러 : 대통령의 집사 - 어린시절의 세실
- 비긴 어게인 - 레이첼, 회색 소년, 기타
- 사임당, 빛의 일기 - 이현룡(훗날의 율곡 이이)(정준원)
- 셜록: 유령신부 - 제인(스테파니 하이암)
- 시카고 Med
- 신희극지왕 - 샤오미(경여양)
- 쓸쓸하고 찬란하神 - 도깨비 - 지은탁(김고은)
- 안녕 베일리 - 어린시절의 트렌스(이언 천)
- 오빠생각 - 동구(정준원)
- 와일드 시티 - 그레이스(나오미 애키)
- 원더 - 마일스(카일 해리슨 브라이트코프)
- 이태원 클라쓰 - 조이서(김다미)
- 주선 - 비 야오(멍메이치)
- 청춘기록 - 안정하(박소담)
- 춤추는 무투 - 슈브하쉬리(파드미니)
- 퇴마 포송령 천녀유혼전 - 완 야오
- 팔로우 - 야라(올리비아 루카르디)
- 퓨쳐 월드 - 애쉬(수키 워터하우스)
- 하녀들 - 사월이(이초희)
- 황금형제 - 루루(장아매)
- T-34 - 안야 야르트세바(이라나 스타르셴바움)
- Utøya: July 22 - 에밀리(엘리 리아논 뮐러 오스본)